# Ulike.net
ulike.net (dawniej: u-lik.com) – serwis społecznościowy, w ramach którego użytkownicy oceniają, a także korzystają z rekomendacji dotyczących wszelkiego rodzaju twórców, ich dzieł oraz innych zagadnień związanych z kulturą. Serwis jest współtworzony przez jego użytkowników, którzy mogą edytować już istniejące, a także dodawać nowe „kluby”, reprezentujące poszczególnych artystów bądź ich dzieła. Strona jest dostępna w dwóch wersjach językowych: angielskiej i francuskiej.

## Zasady działania

### Klub
Klub to szczegółowy opis każdego obiektu (takiego jak artysta, płyta, piosenka, film, książka itd.) zgromadzonego w bazie danych serwisu, zawierający określone dane (na przykład w przypadku filmu: obsada, nazwisko reżysera, rok produkcji, plakat itp.), jak również opinie użytkowników. Kluby mogą być edytowane przez użytkowników serwisu (którzy mogą również określać ich związek z innymi klubami), w prosty sposób można również utworzyć nowe kluby. W tym miejscu można także uzyskać dane na temat popularności danego obiektu, a także sugestie dotyczące sąsiadów (tj. podobnych obiektów) oferowane przez specjalny algorytm.
Kluby są dostępne przez wyszukiwarkę, a także według określonych kategorii (najbardziej lub najmniej popularne, najnowsze, najbardziej kontrowersyjne, losowe); mogą być także grupowane według słów kluczowych (tagów).

### Oceny
Każdy klub może być oceniany przez użytkownika. Istnieje 5 możliwych ocen, od najwyższej do najniższej: Hall of Fame, Like, Interest, Dislike i Hall of Shame.

### Sugestie
Na podstawie ocen nadawanych określonym obiektom tworzone są dla każdego użytkownika sugestie dotyczące innych obiektów, które mogą okazać się dla niego interesujące. Ponadto sugerowane są także profile bliźniąt, czyli użytkowników o najbardziej zbliżonych preferencjach.

### Profile użytkowników
Każdy z użytkowników tworzy swój profil, na którym może zamieścić kilka słów o sobie (w różnych językach), informacje na temat znajomości języków, czy dostępności użytkownika na innych serwisach. Profil zawiera także najbardziej ulubione przez użytkownika kluby, wizerunki jego znajomych, shoutbox oraz inne elementy.

## Historia
Strona działa od 2006 roku. Początkowo funkcjonowała jako u-lik.com, od 2008 roku otrzymała nowy interfejs oraz nazwę: ulike.net.